# Pedro Pascoinho
Pedro Pascoinho (Figueira da Foz, 1972) é um músico e artista plástico português. Foi baterista dos Caffeine, uma importante banda rock portuguesa dos anos 90.
Expõe regularmente desde 1992, destacando-se a participação na Capital Europeia da Cultura 2003 (Coimbra, PT) e tendo sido seleccionado para o Prémio Ariane de Rothschild no mesmo ano.
O seu trabalho está representado na Colecção de Livros de Artista da Fundação Calouste Gulbenkian (PT) , na Embaixada de Portugal em Washington (EUA), na Colecção Norlinda e José Lima, e em inúmeras colecções particulares em Portugal, Espanha, França, Holanda, Dinamarca e Estados Unidos da América. Vive e trabalha na Figueira da Foz.
O seu trabalho é representado pela NO·NO Gallery.